# Rostsidig dvärgrall
Rostsidig dvärgrall (Laterallus levraudi) är en hotad fågel i familjen rallar som enbart förekommer i Venezuela. IUCN kategoriserar den som sårbar.

## Utseende och läte
Rostsidig dvärgrall är som namnet avslöjar en liten rall, med en kroppslängd på 14–18,5 cm. Ovansidan är mörkt olivbrun medan den är roströd på huvud, örontäckare, halssidorna och flankerna. Undersidan är vit. Tygeln är grå, näbben gröngul liksom benen och ögat är rött. Till skillnad från andra Laterallus-rallar i dess utbredningsområde saknar den bandning på flankerna och enfärgad rall är roströd även undertill. Lätet är vanligen ett tre till fem sekunder långt skallrande ljud.

## Utbredning och systematik
Fågeln förekommer lokalt i våtmarker i norra Venezuela norr om Orinocofloden. Den behandlas som monotypisk, det vill säga att den inte delas in i några underarter.

## Status och hot
Sentida studier har visat att världspopulationen är bra mycket större än man tidigare trott. Ändå tros beståndet utgöras av färre än 2500 vuxna individer och den tros dessutom minska i antal. Internationella naturvårdsunionen IUCN kategoriserar den därför som sårbar.

## Namn
Fågelns vetenskapliga artnamn hedrar Léonce Levraud, fransk diplomat som var bland annat konsul i Venezuela 1856-1857, men som också samlade in typexemplaret.